# Чедомир Томчић
Чедомир Томчић (Нови Сад, 20. априла 1987) српски је фудбалер. Висок је 195 центиметара и игра на позицији задњег везног.

## Трофеји и награде
Бечеј
- Војвођанска лига Север: 2016/17.[8]
- Српска лига Војводина: 2017/18.[9]